# Lestes concinnus
Lestes concinnus е вид водно конче от семейство Lestidae. Видът не е застрашен от изчезване.

## Разпространение
Разпространен е в Австралия, Бутан, Индия, Индонезия, Китай, Мианмар, Нова Каледония, Провинции в КНР, Тайван, Тайланд и Филипини.